# Jon Favreau
Pour le directeur du bureau de rédaction des discours de Barack Obama, voir Jon Favreau (plume).
Pour les articles homonymes, voir Favreau.
Jon Favreau, né le 19 octobre 1966 dans le Queens à New York, est un acteur, producteur, réalisateur et scénariste américain, travaillant essentiellement pour les productions de la Walt Disney Company.
Il exerce notamment plusieurs fonctions au sein de l'Univers cinématographique Marvel : réalisateur du premier film de cet univers, Iron Man en 2008 puis d'Iron Man 2 en 2010, producteur délégué de Avengers (2012), Iron Man 3 (2013), Avengers : L'Ère d'Ultron (2015), Avengers: Infinity War (2018) et Avengers: Endgame (2019), et, dans la plupart de ces films, acteur dans le rôle de Happy Hogan, l'assistant, chauffeur et garde du corps de Tony Stark, alias Iron Man.
Il est également créateur, réalisateur et producteur des séries télévisées The Mandalorian et Le Livre de Boba Fett, qui se déroulent dans l'univers de Star Wars, ainsi que le réalisateur des nouvelles versions du Livre de la Jungle (2016) et du Roi Lion (2019).

## Biographie

### Jeunesse et formation
Jonathan Kolia Favreau naît le 19 octobre 1966 à Flushing dans le Queens, New York, dans une famille aux origines juive ashkénaze par sa mère et italienne et canadienne par son père. 
Durant ses études, il fréquente la Bronx High School of Science en 1984 puis le Queens College entre 1984 et 1987,,.

### Années 1990: Révélation comique et débuts de scénariste
Jon Favreau rejoint ensuite la troupe d'improvisation Chicago's ImprovOlympic, où il côtoie notamment Tim Meadows, Mike Myers et Horatio Sanz (en). 
Il décroche son premier rôle au cinéma dans Hoffa (1992) de Danny DeVito, puis enchaîne les seconds rôles dans Mrs Parker et le Cercle vicieux, Rudy, Batman Forever, Deep Impact et Les Remplaçants.
Il se spécialise peu à peu dans la comédie, et écrit la comédie dramatique indépendante Swingers, dont la mise en scène est néanmoins confiée à un réalisateur débutant, Doug Liman. Le film, qui sort en 1996, connait un joli succès critique, et lui permet de percer, entouré de jeunes Vince Vaughn, Ron Livingston et Heather Graham. Puis en 1998, il incarne l'un des rôles principaux dans la comédie Very Bad Things de Peter Berg aux côtés de Cameron Diaz, Christian Slater et Jeremy Piven.
Il enchaîne avec un autre scénario, trois ans plus tard, le téléfilm Smog, qu'il réalise lui-même, ainsi que son premier film de cinéma, la comédie dramatique Made, en 2001. Les deux projets connaissent un accueil plus confidentiel, et c'est donc sa carrière d'acteur qui lui permet de rester présent sur la scène médiatique.
Il apparait ainsi dans beaucoup de séries télévisées comme Monk, Chicago Hope, Earl, Friends où il joue le petit ami milliardaire de Monica, ainsi que dans Les Soprano (saison 2, épisode 7) où il interprète son propre rôle.

### Années 2000: Confirmation à la réalisation

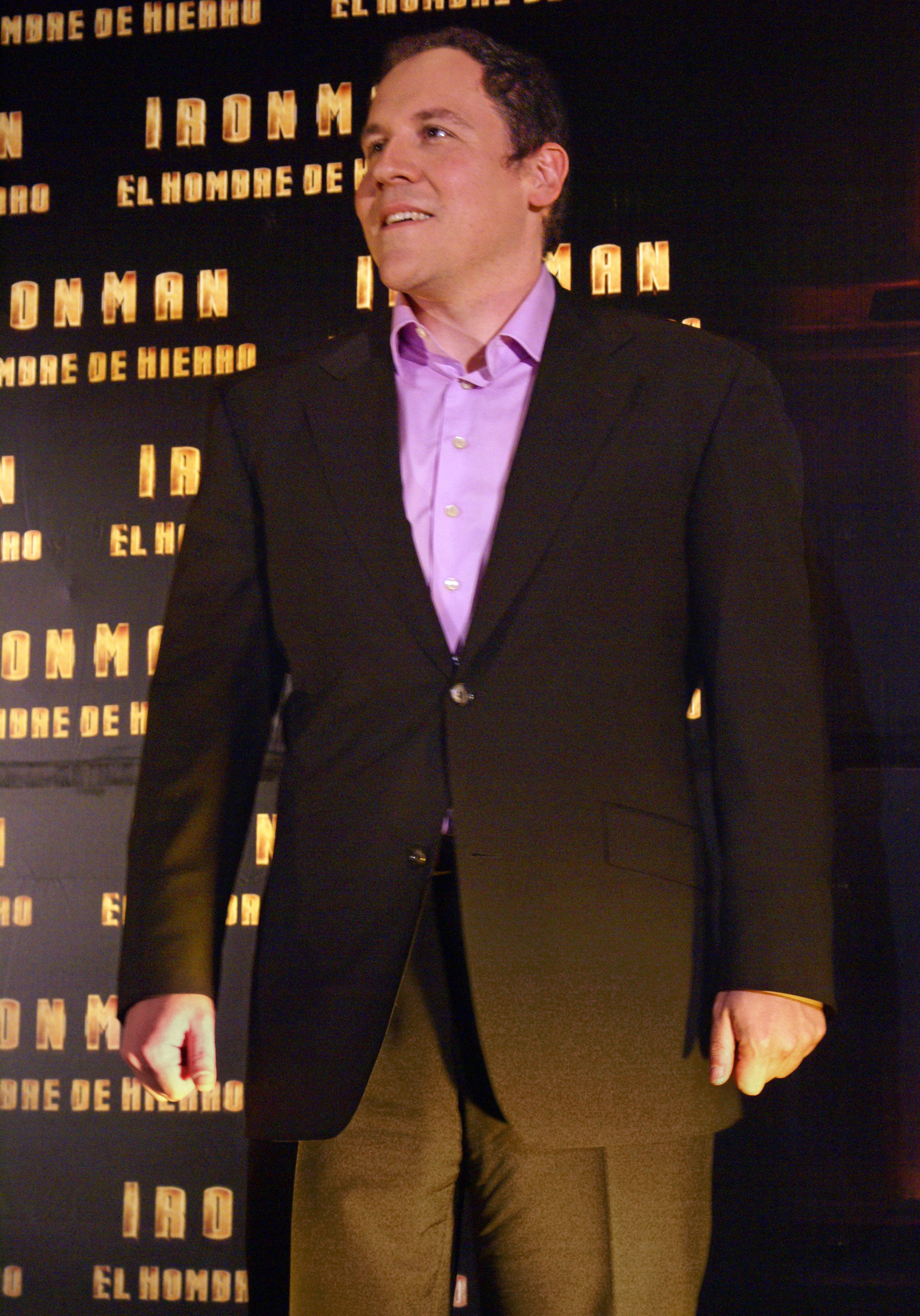
Jon Favreau en promotion pour Iron Man à Mexico, avril 2008.

En tant qu'acteur, il se fraie aussi un chemin dans des grosses productions, comme le blockbuster Daredevil (2003), où il interprète l'ami et associé de Matt Murdock (Ben Affleck) et il accompagne Paul Bettany et Kirsten Dunst sur les courts de tennis dans la comédie romantique La Plus Belle Victoire (2004). Il joue plusieurs seconds rôles dans les comédies Tout peut arriver (2003), La Rupture (2006), Tout... sauf en famille (2009) et I Love You, Man (2009).
Mais c'est derrière la caméra qu'il parvient de nouveau à s'imposer. En effet, à la fin de cette même année, sort son second film de cinéma en tant que réalisateur, Elfe. Cette comédie fantastique familiale connait un succès critique et commercial surprise, et lance définitivement la carrière de la vedette de télévision Will Ferrell sur grand écran.
L'accueil positif de ce film de commande l'amène aux manettes du film d'aventures fantastique Zathura : Une aventure spatiale, qui confirme sa capacité à mener une production à effets spéciaux, et à s'éloigner de la comédie pure, tout en continuant à s'adresser aux enfants.
Mais c'est en 2008 qu'il connaît un plébiscite mondial en mettant en scène les premières aventures solo du milliardaire et super-héros Tony Stark au cinéma, avec le blockbuster Iron Man. Par la même occasion, il donne un second souffle à la carrière de Robert Downey Jr., qui incarne le héros du film. Ce film lance par ailleurs l'Univers cinématographique Marvel.
Alors que son scénario de la comédie potache Thérapie de couples est tourné, avec Kristen Bell, Jean Reno, Vince Vaughn, Jason Bateman, Kristin Davis, et lui-même, il s'attelle à la mise en scène de la suite de son blockbuster. Si Iron Man 2, sorti à peine deux ans après le premier opus, dépasse le succès commercial du premier opus, les critiques sont plus mitigées. Néanmoins le film permet de poser les bases nécessaires à la formation de l'équipe des Avengers amenée à culminer une première fois dans le long-métrage homonyme écrit et réalisé par Joss Whedon, en 2012, et sur lequel Favreau officie en tant que producteur délégué.
Après un différend avec les studios Marvel, il se contente du poste de producteur pour le troisième opus, laissant sa place à Shane Black. Il reprend néanmoins son rôle secondaire du chauffeur/garde du corps Happy Hogan, dont les apparitions sont néanmoins très réduites. Les studios Dreamworks lui ont en effet confié la tâche de lancer une autre franchise au cinéma, également adaptée d'un comics. Sorti en 2011, Cowboys et Envahisseurs, mélange audacieux de western et de science-fiction, est néanmoins une déception critique et commerciale.
Après avoir mis en scène quelques épisodes de télévision, il revient à un cinéma plus intimiste : il écrit, produit et réalise en 2014 la comédie dramatique #Chef, où il interprète également le rôle principal, et convoque une flopée de ses amis-stars pour des apparitions. Le succès critique et commercial du film le remet en selle, au point de collaborer de nouveau avec Disney, qui lui confie l'adaptation live du classique de la littérature : Le Livre de la jungle, sortie en 2016. Le 28 septembre 2016, Disney embauche Jon Favreau pour réaliser un remake du Roi lion,,. Ce Roi lion en capture de mouvement sorti en juillet 2019, 25 ans après le film d'animation.
Le 9 mars 2018, Disney annonce que Jon Favreau est à la tête du projet de série télévisée Star Wars, The Mandalorian, destinée à la plateforme VOD Disney +, lancée en 2019. Après trois saisons, il développe le long métrage The Mandalorian and Grogu prévu pour 2026.

### Vie privée

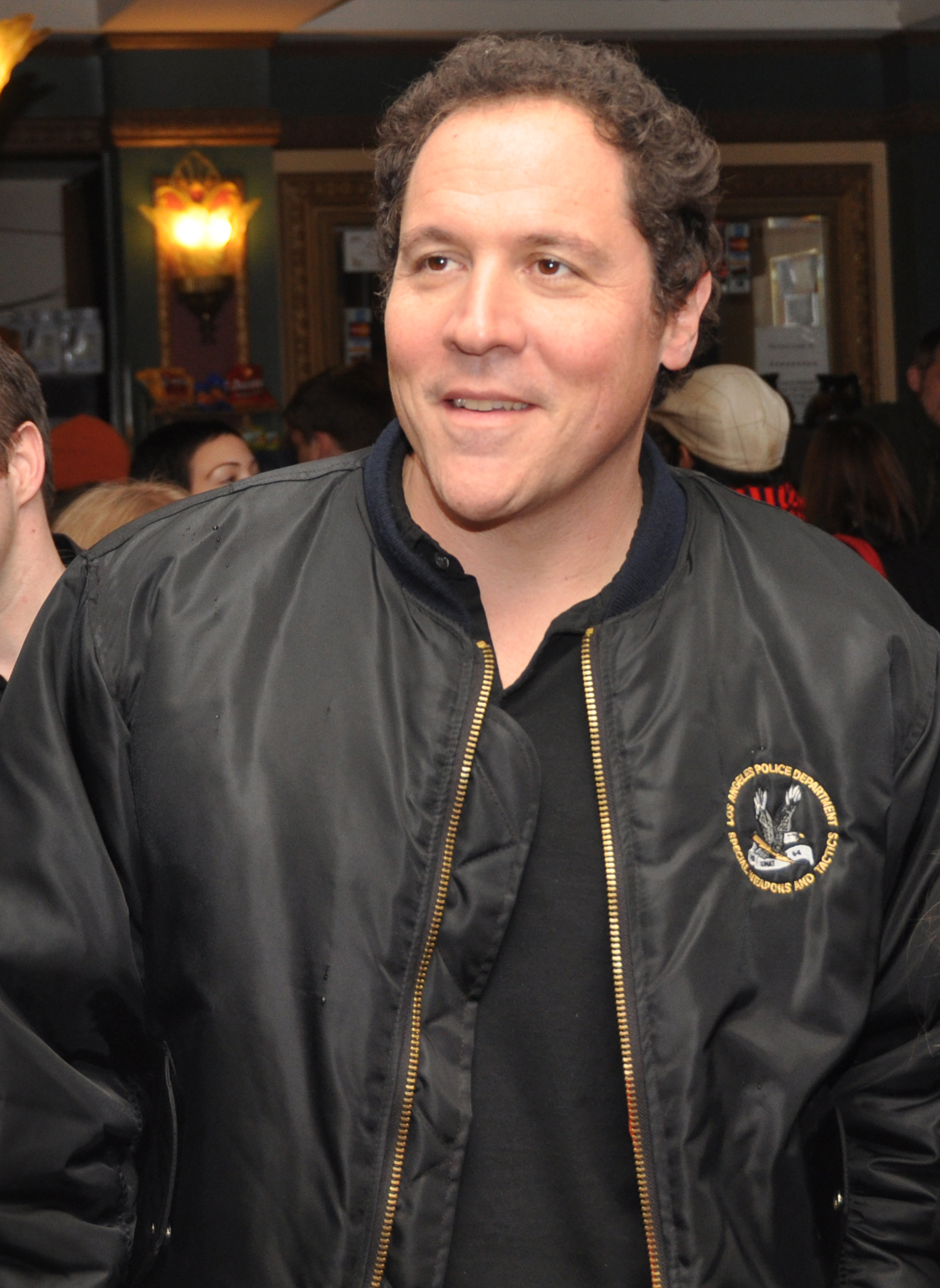
À la première de la comédie I Love You, Man, en mars 2009.

Marié à Joya Tillem depuis le 24 novembre 2000, ils ont ensemble trois enfants : Max (né le 25 juillet 2001), Madeleine (née en avril 2003) et Brighton Rose (née le 30 août 2006).

## Filmographie

### Acteur

#### Cinéma
- 1992 : Folks! de Ted Kotcheff : chauffeur de taxi de Chicago
- 1993 : Rudy de David Anspaugh : D-Bob
- 1994 : PCU (en) de Hart Bochner : Gutter
- 1994 : Mrs Parker et le Cercle vicieux (Mrs. Parker and the Vicious Circle) d’Alan Rudolph : Elmer Rice
- 1995 : Batman Forever de Joel Schumacher : un assistant
- 1995 : Notes from Underground de Gary Walkow : Zerkov
- 1996 : Swingers de Doug Liman : Mike Peters
- 1996 : Just Your Luck de Gary Auerbach : Straker
- 1996 : Persons Unknown de George Hickenlooper : Terry
- 1997 : Dogtown (en) de George Hickenlooper : Ezra Good
- 1998 : Deep Impact de Mimi Leder : Dr Gus Partenza
- 1998 : Very Bad Things de Peter Berg : Kyle Fisher
- 2000 : Love and Sex de Valerie Breiman : Adam Levy
- 2000 : Les Remplaçants (The Replacements) de Howard Deutch : Daniel Bateman
- 2001 : Made de lui-même : Bobby Ricigliano
- 2003 : Daredevil de Mark Steven Johnson : Franklin « Foggy » Nelson
- 2003 : The Big Empty de Steve Anderson : John Person
- 2003 : Elfe (Elf) de lui-même : le docteur
- 2003 : Tout peut arriver (Something's Gotta Give) de Nancy Meyers : Léo
- 2004 : La Plus Belle Victoire (Wimbledon) de Richard Loncraine : Ron Roth
- 2006 : La Rupture (The Break-Up) de Peyton Reed : Johnny O
- 2006 : Les Rebelles de la forêt (Open season) de Roger Allers, Jill Culton et Anthony Stacchi : Reilly (voix)
- 2008 : Iron Man de lui-même : Happy Hogan
- 2008 : Tout... sauf en famille (Four Christmases) de Seth Gordon : Denver McVie
- 2009 : I Love You, Man de John Hamburg : Barry
- 2009 : Thérapie de couples (Couples Retreat), de Peter Billingsley : Joey
- 2010 : Iron Man 2 de lui-même : Happy Hogan
- 2012 : John Carter d'Andrew Stanton : le bookmaker Thark
- 2012 : Des gens comme nous de Alex Kurtzman : Richards
- 2013 : Iron Man 3 de Shane Black : Happy Hogan
- 2013 : Arnaque à la carte (Identity Thief) de Seth Gordon
- 2013 : Le Loup de Wall Street (The Wolf of Wall Street) de Martin Scorsese : Lee Sorkin
- 2014 : #Chef (Chef) de lui-même : Carl Casper
- 2016 : En cavale de Peter Billingsley : Jimmy Lincoln
- 2016 : Le Livre de la jungle de lui-même : le sanglier-nain
- 2017 : Spider-Man: Homecoming de Jon Watts : Happy Hogan
- 2018 : Solo: A Star Wars Story de Ron Howard : Rio Durant (Voix)
- 2019 : Avengers: Endgame de Anthony et Joe Russo : Happy Hogan
- 2019 : Spider-Man: Far From Home de Jon Watts : Happy Hogan
- 2021 : Spider-Man: No Way Home de Jon Watts : Happy Hogan
- 2024 : Deadpool et Wolverine (Deadpool and Wolverine) de Shawn Levy : Happy Hogan

#### Télévision
Téléfilms
- 1994 : Grandpa's Funeral de Patricia Resnick : Paul Metsler
- 1999 : Rocky Marciano de Charles Winkler : Rocky Marciano

Séries télévisées
- 1994 : Seinfeld : Éric le clown (saison 5, épisode 19)
- 1994 : Chicago Hope : La Vie à tout prix (Chicago Hope) : Dr Tim Carney (saison 1, épisodes 6 et 7)
- 1995 : The Larry Sanders Show : Jon (saison 4, épisode 7)
- 1996-1997 : Tracey Takes On... : Douglas Lund (saison 1, épisode 10 et saison 2, épisode 9)
- 1997 : Friends : Pete Becker (6 épisodes)
- 2000 : Les Soprano (The Sopranos) : lui-même (saison 2, épisode 7 - apparition)
- 2001 : Ain't It Cool News (en) : l'invité qui mange de la pizza
- 2004 : Un gars du Queens (The King of Queens) : Sean McGee (saison 6 épisode 18)
- 2005 : Earl (My Name Is Earl) : Pat Patrick, le patron du fast food (saison 1, épisode 12)
- 2006 : Monk : Dr Oliver Bloom (saison 4, épisode 15)
- 2019 : The Mandalorian : Paz Vizsla (voix - saison 1, épisode 3)
- 2022 : Le Livre de Boba Fett : Paz Vizsla (voix - saison 1, épisode 5)

Séries d'animation
- 1998 : Hercule (Hercules) : Jealousy (voix originale - saison 2, épisode 13)
- 2000 : Dilbert : Holden Callfielder (voix originale - saison 2, épisode 11)
- 2000 : Les Aventures de Buzz l'Éclair (Buzz Lightyear of Star Command) : Crumford Lorak (voix originale, 5 épisodes)
- 2010-2013 : Star Wars: The Clone Wars : Pre Vizsla, chef des Death Watchs (voix originale, 6 épisodes)
- 2021 - 2023 : What If...? : Happy Hogan (voix originale - saison 1, épisodes 5 et 6 ; saison 2 épisode 3)

### Producteur / producteur délégué
Cinéma
- 1996 : Swingers de Doug Liman (coproducteur)
- 2001 : Made de lui-même (producteur)
- 2003 : The Big Empty de Steve Anderson (producteur délégué)
- 2005 : Hooligans (Green Street Hooligans) de Lexi Alexander (producteur délégué)
- 2008 : Iron Man de lui-même (producteur délégué)
- 2010 : Iron Man 2 de lui-même (producteur délégué)
- 2012 : Avengers (The Avengers) de Joss Whedon (producteur délégué)
- 2013 : Iron Man 3 de Shane Black (producteur délégué)
- 2014 : #Chef (Chef) de lui-même
- 2018 : Avengers: Infinity War d'Anthony et Joe Russo (producteur délégué)
- 2019 : Le Roi lion (The Lion King) de lui-même
- 2026 : The Mandalorian and Grogu de lui-même

Télévision
- 1999 : Smog de lui-même (producteur délégué)
- 2006 : In Case of Emergency (producteur délégué de l'épisode pilote)
- 2016 : Les Chroniques de Shannara
- 2019-présent : The Mandalorian (série TV)
- 2021-2022 : Le Livre de Boba Fett (The Book of Boba Fett) (série TV)
- 2023 : Ahsoka (série TV)
- 2024 : Skeleton Crew (série TV)

### Réalisateur
Cinéma
- 2001 : Made
- 2003 : Elfe (Elf)
- 2005 : Zathura : Une aventure spatiale (Zathura: A Space Adventure)
- 2008 : Iron Man
- 2010 : Iron Man 2[8]
- 2011 : Cowboys et Envahisseurs (Cowboys and Aliens)
- 2014 : Chef
- 2016 : Le Livre de la jungle (The Jungle Book)
- 2019 : Le Roi lion (The Lion King)
- 2026 : The Mandalorian and Grogu

Télévision
- 1999 : Smog
- 2001 : Les Années campus (Undeclared) (saison 1 épisode 16)
- 2003 : Life on Parole
- 2006 : In Case of Emergency (épisode pilote)
- 2012 : The Office (saison 9 épisode 16)
- 2012 : Revolution (épisode pilote)
- 2017 : The Orville
- 2017 : Young Sheldon (épisode pilote)
- 2019 : The Mandalorian (série TV) - saison 2, épisode 1

### Scénariste
Cinéma
- 1996 : Swingers de Doug Liman
- 2001 : Made de lui-même
- 2002 : Les 20 Premiers Millions de Mick Jackson
- 2014 : #Chef de lui-même
- 2026 : The Mandalorian and Grogu de lui-même

Télévision
- 1999 : Smog de lui-même
- 2019-présent : The Mandalorian (série TV)
- 2021-2022 : Le Livre de Boba Fett (The Book of Boba Fett) (série TV)

## Distinctions
- 77e cérémonie des Golden Globes : Nomination du meilleur film d'animation pour Le Roi lion

## Golem Creations
Pour les articles homonymes, voir Golem (homonymie).
Golem Creations est une société de production créée par Jon Favreau le 30 août 2018,. Dans une interview donnée au The Hollywood Reporter, Favreau cite sa fascination pour la superposition de la technologie et de la narration, au point qu'il aurait nommé cette entreprise ainsi car un golem serait à l'image de la technologie : pouvant être utilisé pour protéger ou détruire suivant que le contrôle de ce golem soit perdu ou non. Récemment, Golem Creations a produit deux séries dérivées de la franchise Star Wars : The Mandalorian et Le Livre de Boba Fett.

## Voix francophones
En France, Yann Guillemot est la voix française la plus régulière de Jon Favreau. Stefan Godin l'a également doublé à trois reprises.
Au Québec, il est régulièrement doublé par Sylvain Hétu. Thiéry Dubé et François L'Écuyer l'ont doublé à deux reprises. 